# Bilousove (Bila Krînîțea), Velîka Oleksandrivka
Bilousove (în ucraineană Білоусове) este un sat în așezarea urbană Bila Krînîțea din raionul Velîka Oleksandrivka, regiunea Herson, Ucraina.

## Demografie
Componența lingvistică a localității Bilousove
     Ucraineană (95,1%)
     Rusă (4,9%)
Conform recensământului din 2001, majoritatea populației localității Bilousove era vorbitoare de ucraineană (95,1%), existând în minoritate și vorbitori de rusă (4,9%).